# Pastourelle
Pastourelle (z łac. pastorella poprzez st. prow. pastorela) – starofrancuski gatunek poetycki uprawiany w północnej Francji, głównie w wiekach XII–XIII.
Pastourelle było gatunkiem poezji dworskiej. Odnosiło się do życia wiejskiego, aczkolwiek typy wiejskie były przedstawianie w sposób stereotypowy, karykaturalny czy ośmieszający. Głównym tematem tego gatunku były zaloty oraz spory rycerzy i pasterek, aczkolwiek pasterki bywały często ukazywane niezbyt pochlebnie jako kokietki, osoby interesowne, naiwne czy głupie. Duża część utworów przybierała formę dialogu między bohaterami. W wieku XII i XIII gatunek cieszył się dużą popularnością. Z tamtego okresu zachowało się około 150 utworów pastourelle.
Gatunek pastourelle był pokrewny powstałej wcześniej prowansalskiej pastoreli, aczkolwiek nie stanowił tylko jej prostej kontynuacji. W XIII w. był nawet naśladowany przez twórców prowansalskich, a także we Włoszech, Portugalii i w Niemczech.